# Мірмекофагія

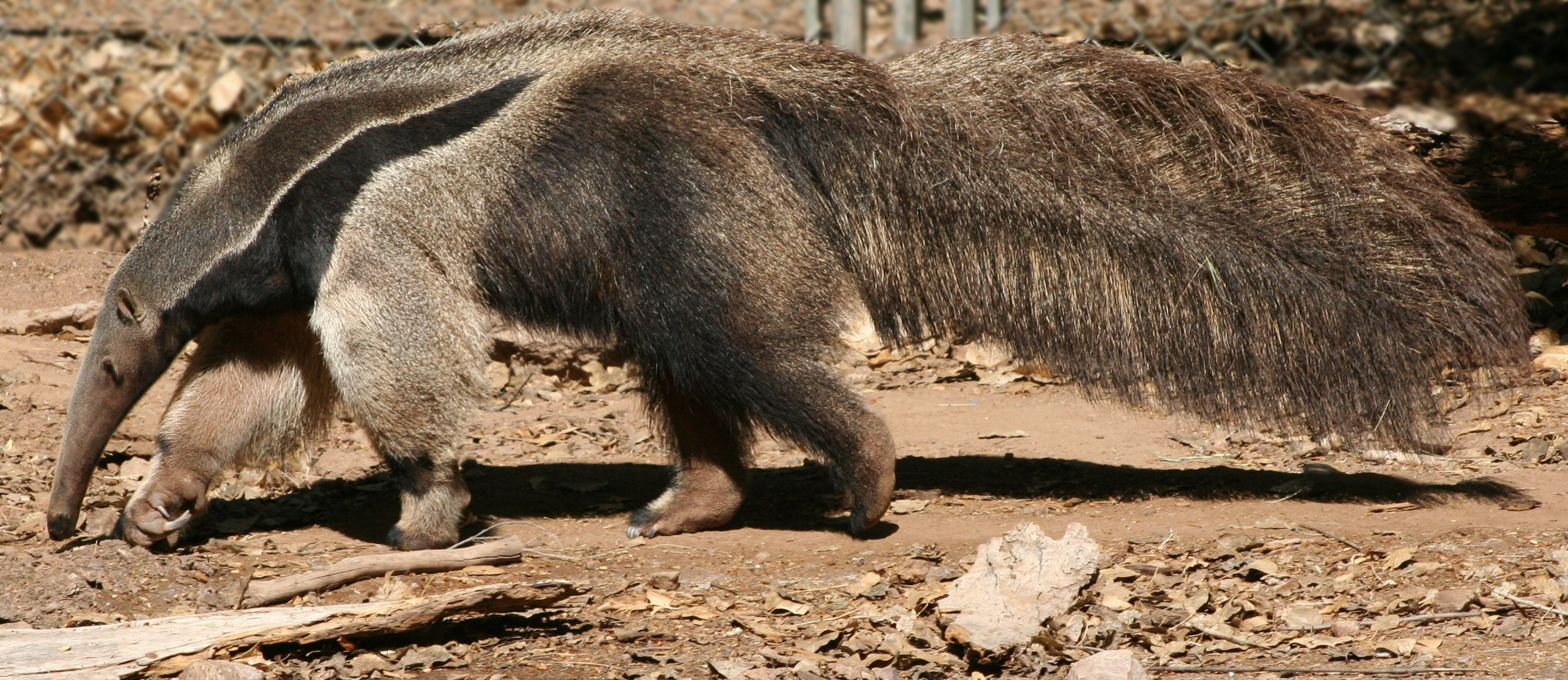
Гігантський мурахоїд

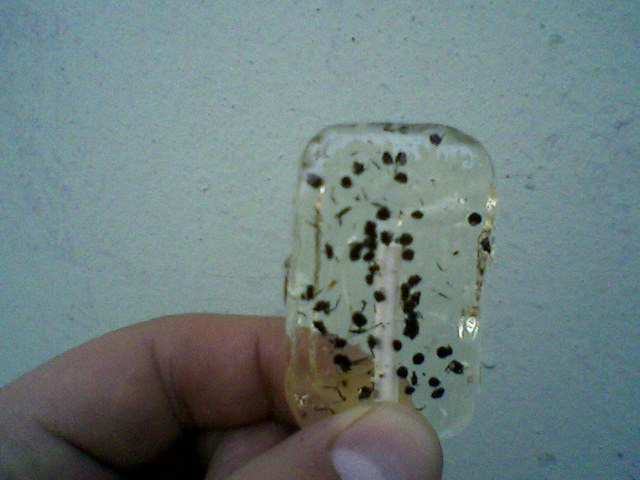
Льодяник з мурахами

Мірмекофаги (від дав.-гр. μύρμηξ — «мураха» + φάγος — «їсти») — тварини, що споживають в їжу мурах і/або термітів. До них належать ряд павуків, багато комахи, птахи, ссавці.
Серед павуків мірмекофагія зустрічається, наприклад у Zodarion germanicum (павук-мурахоїд), що спеціалізується на поїданні мурах підродини Formicinae.
Підродина мурах Cerapachyinae спеціалізується на поїданні інших видів мурах.
Серед амфібій мірмекофагія зустрічається у ропухи сірої. Серед ящірок найвідомішими прикладами є молох, агамові ящірки та сцинки. У птахів даний тип харчування відзначається у дятлових (наприклад, зеленого дятла (надає перевагу харчуванню рудими лісовими мурахами), сивого дятла, крутиголовки) та інших. Серед ссавців мірмекофагія притаманна мурахоїдам, панголінам, трубкозубам, єхиднам, намбатам, деяким ведмедям.
Крім того, в деяких країнах, місцеве населення використовує мурах (великих маток, медових мурах) як їжу.